# 過呼吸 (TOCの曲)
「過呼吸」（カコキュウ）は、日本のヒップホップMC、TOCの通算2枚目のシングルである。2016年9月30日にユニバーサルJから発売された。

## 概要
TOCのメジャーデビューシングルで、前作「Birthday/Atonement」から約3年ぶりとなるシングルである。TOC自身初のドラマタイアップにもなった。初回限定盤には過呼吸のPVが収録された特典DVDが付属された。

## 収録曲
1. 過呼吸
作詞：TOC、作曲：TOC・音呂
女性にボロボロに溺れさせられている男性を描いた曲。読売テレビ「 脚本家と女刑事」の主題歌になり[1]、自身初のドラマ主題歌のタイアップ作品となった。
2. Shepherd
作詞：TOC、作曲：TOC・VNO